# Ana Šimić
Ana Šimić (Gradačac, 5 maggio 1990) è un'altista croata. 
Nel suo palmarès vanta una medaglia di bronzo agli europei di Zurigo 2014 e un oro ai Giochi del Mediterraneo di Mersin 2013. I suoi primati nella specialità sono di 1,99 m, stabilito outdoor, e di 1,95, realizzato indoor.

## Biografia
Il 29 giugno 2013, ai Giochi del Mediterraneo di Mersin 2013, si laurea campionessa nel salto in alto a pari merito con la turca Burcu Ayhan grazie ad una misura di 1,92 m.
Grazie ai buoni risultati ottenuti durante i vari meeting (1,95 m a Eugene, Hengelo e Oslo, 1,97 m a Shanghai e 1,98 metri a Pechino), la Šimić prende parte agli europei di Zurigo 2014 come favorita. In finale riesce a migliorare il suo primato personale a 1,99 m, al primo tentativo, conquistando la medaglia di bronzo alle spalle della campionessa in carica Ruth Beitia (2,01 m) e della russa Marija Lasickene (1,99).

## Progressione

### Salto in alto outdoor
| Stagione | Misura | Luogo             | Data      | Rank. Mond. |
| -------- | ------ | ----------------- | --------- | ----------- |
| 2017     | 1,90 m | Bühl              | 30-6-2017 |             |
| 2016     | 1,96 m | Bühl              | 24-6-2016 |             |
| 2015     | 1,94 m | Eberstadt         | 1-8-2015  |             |
| 2015     | 1,94 m | Roma              | 4-6-2015  |             |
| 2014     | 1,99 m | Zurigo            | 17-8-2014 |             |
| 2013     | 1,96 m | Budapest          | 10-7-2013 |             |
| 2012     | 1,88 m | Belém             | 6-5-2012  |             |
| 2011     | 1,92 m | Smirne            | 19-6-2011 |             |
| 2011     | 1,92 m | Belgrado          | 25-6-2011 |             |
| 2010     | 1,92 m | Dubnica nad Váhom | 22-8-2010 |             |
| 2009     | 1,87 m | Uherské Hradiště  | 4-7-2009  |             |
| 2008     | 1,82 m | Zalaegerszeg      | 10-6-2008 |             |
| 2007     | 1,72 m | Budapest          | 16-6-2007 |             |
| 2006     | 1,78 m | Kaposvár          | 28-6-2006 |             |

### Salto in alto indoor
| Stagione | Misura | Luogo           | Data      | Rank. Mond. |
| -------- | ------ | --------------- | --------- | ----------- |
| 2017     | 1,92 m | Cottbus         | 25-1-2017 |             |
| 2016     | 1,87 m | Fiume           | 21-2-2016 |             |
| 2016     | 1,87 m | Toruń           | 12-2-2016 |             |
| 2015     | 1,95 m | Třinec          | 8-2-2015  |             |
| 2014     | 1,94 m | Istanbul        | 22-2-2014 |             |
| 2014     | 1,94 m | Göteborg        | 15-2-2014 |             |
| 2014     | 1,94 m | Hustopeče       | 1-2-2014  |             |
| 2013     | 1,93 m | Istanbul        | 23-2-2013 |             |
| 2012     | 1,91 m | Istanbul        | 18-2-2012 |             |
| 2011     | 1,92 m | Banská Bystrica | 9-2-2011  |             |
| 2010     | 1,82 m | Linz            | 4-2-2010  |             |

## Palmarès
| Anno | Manifestazione          | Sede           | Evento        | Risultato | Prestazione | Note                          |
| ---- | ----------------------- | -------------- | ------------- | --------- | ----------- | ----------------------------- |
| 2007 | Mondiali allievi        | Ostrava        | Salto in alto | 21ª (q)   | 1,70 m      |                               |
| 2008 | Mondiali juniores       | Bydgoszcz      | Salto in alto | 14ª (q)   | 1,78 m      |                               |
| 2009 | Europei juniores        | Novi Sad       | Salto in alto | 18ª (q)   | 1,73 m      |                               |
| 2010 | Europei                 | Barcellona     | Salto in alto | 22ª (q)   | 1,83 m      |                               |
| 2011 | Europei indoor          | Parigi         | Salto in alto | 20ª (q)   | 1,85 m      |                               |
| 2011 | Europei under 23        | Ostrava        | Salto in alto | 7ª        | 1,90 m      |                               |
| 2011 | Universiade             | Shenzhen       | Salto in alto | 11ª       | 1,81 m      |                               |
| 2012 | Mondiali indoor         | Istanbul       | Salto in alto | 14ª (q)   | 1,88 m      |                               |
| 2012 | Europei                 | Helsinki       | Salto in alto | 20ª (q)   | 1,83 m      |                               |
| 2012 | Giochi olimpici         | Londra         | Salto in alto | 29ª (q)   | 1,80 m      |                               |
| 2013 | Europei indoor          | Göteborg       | Salto in alto | 11ª (q)   | 1,89 m      |                               |
| 2013 | Giochi del Mediterraneo | Mersin         | Salto in alto | Oro       | 1,92 m      |                               |
| 2013 | Mondiali                | Mosca          | Salto in alto | 18ª (q)   | 1,88 m      |                               |
| 2014 | Mondiali indoor         | Sopot          | Salto in alto | 16ª (q)   | 1,88 m      |                               |
| 2014 | Europei                 | Zurigo         | Salto in alto | Bronzo    | 1,99 m      | Miglior prestazione personale |
| 2015 | Mondiali                | Pechino        | Salto in alto | 9ª        | 1,88 m      |                               |
| 2016 | Europei                 | Amsterdam      | Salto in alto | 14ª (q)   | 1,89 m      |                               |
| 2016 | Giochi olimpici         | Rio de Janeiro | Salto in alto | 22ª (q)   | 1,89 m      |                               |
| 2017 | Europei indoor          | Belgrado       | Salto in alto | 7ª        | 1,89 m      |                               |
| 2017 | Mondiali                | Londra         | Salto in alto | 25ª (q)   | 1,85 m      |                               |
| 2018 | Europei                 | Berlino        | Salto in alto | 10ª       | 1,87 m      |                               |
| 2019 | Europei indoor          | Glasgow        | Salto in alto | 18ª (q)   | 1,85 m      |                               |
| 2019 | Mondiali                | Doha           | Salto in alto | 7ª        | 1,93 m      |                               |
| 2021 | Giochi olimpici         | Tokyo          | Salto in alto | 25ª (q)   | 1,86 m      |                               |